# راکی
راکی (به انگلیسی: Rocky) یک فیلم درام و ورزشی آمریکایی ساخته شده در سال ۱۹۷۶ به کارگردانی جان جی. آویلدسن و نویسندگی سیلوستر استالونه است که نخستین فیلم از مجموعه فیلم‌های راکی است.
راکی یک موفقیت بسیار بزرگ در گیشه بود. فیلم در حالی به فروش ۲۲۵ میلیون دلاری دست یافت که تنها ٩٠٠،٠٠٠ دلار بودجه ساخت آن بود. فیلم در زمان اکران نقدهای مثبتی دریافت کرد. بسیاری از منتقدان از جمله راجر ایبرت، فیلم را از جنبه‌های مختلف ستایش کردند. در چهل و نهمین دوره جوایز اسکار، فیلم در سه رشته بهترین فیلم، بهترین کارگردانی و بهترین تدوین برنده جایزه اسکار شد.

## داستان فیلم
در سال 1975، آپولو کرید، قهرمان بوکس سنگین وزن جهان ، قصد دارد در جریان دویستمین سالگرد آینده ایالات متحده، مسابقه قهرمانی را در فیلادلفیا برگزار کند . با این حال، پنج هفته پس از تاریخ مبارزه به او اطلاع داده می‌شود که حریف برنامه‌ریزی‌شده‌اش به دلیل آسیب‌دیدگی دست قادر به مسابقه نیست و همه جایگزین‌های بالقوه دیگر یا رزرو شده‌اند یا نمی‌توانند به موقع به حالت اولیه برسند. کرید با سرمایه گذاری هنگفتی در مبارزه، تصمیم می گیرد به یک مدعی محلی فرصتی بدهد تا او را به چالش بکشد.
کرید ، راکی بالبوآ ، یک بوکسور ایتالیایی-آمریکایی را بر اساس لقب «نره اسب ایتالیایی» انتخاب می‌کند که عمدتاً در سالن‌های ورزشی کوچک مبارزه می‌کند. راکی در یک باشگاه مبارزه محلی فیلادلفیا مبارزه می کند و آخرین مبارزه خود را با اسپایدر ریکو برنده شد. او با جورج جرگنس مروج ملاقات می کند که به او می گوید کرید راکی را برای مبارزه با او برای قهرمانی سنگین وزن جهان انتخاب کرده است. راکی که در ابتدا تمایلی نداشت، در نهایت با مبارزه موافقت می کند که 150000 دلار به او پرداخت می کند. راکی چندین هفته تحت آموزش غیرمتعارف قرار می گیرد، مانند استفاده از گوشت گاو به عنوان کیسه های بوکس .
بعداً میکی گلدمیل، یک مبارز سابق وزنه‌بردار که راکی به ورزشگاهش مراجعه می‌کند، برای تمرین بیشتر به سراغ راکی می‌رود. راکی در ابتدا مایل نبود، زیرا میکی قبلاً علاقه زیادی به کمک به او نشان نداده بود و او را به عنوان یک استعداد هدر رفته می دید، اما در نهایت راکی این پیشنهاد را می پذیرد.
راکی شروع به برقراری رابطه عاشقانه با آدریان پنینو می کند، زنی خجالتی که به صورت پاره وقت در فروشگاه حیوانات خانگی J&M Tropical Fish کار می کند . برادر آدریان و دوست صمیمی راکی، پاولی، به راکی کمک می‌کند تا با خواهرش قرار ملاقات بگذارد و به او پیشنهاد می‌کند که برای مبارزه با او کار کند ، پیشنهادی که راکی رد می‌کند. پائولی نسبت به موفقیت راکی حسادت می کند، اما راکی با موافقت با تبلیغ تجارت بسته بندی گوشت که در آن پاولی برای حمایت مالی به عنوان بخشی از مبارزه آینده کار می کند، او را آرام می کند و هر دوی آنها آشتی می کنند. راکی به طور گسترده برای مبارزه قهرمانی تمرین می کند، در حالی که آپولو نگران مسابقه نیست و تلاش بیشتری برای ارتقاء به جای تمرین می کند. شب قبل از مسابقه، راکی از اسپکتروم بازدید می کند و اعتماد به نفس خود را از دست می دهد. او به آدریان اعتراف می کند که باور ندارد می تواند برنده شود، اما تلاش می کند تا مسافتی را در برابر کرید طی کند، کاری که هیچ مبارز دیگری انجام نداده است تا خود را به همه ثابت کند.
در روز سال نو ، مبارزه با کرید با لباس جورج واشنگتن و سپس عمو سم برگزار می شود . راکی با سوء استفاده از اعتماد به نفس بیش از حد خود، او را در راند اول زمین می اندازد - اولین باری که کرید تا به حال ناک داون می شود. کرید متواضع و نگران، راکی را برای بقیه مبارزه جدی‌تر می‌گیرد، اگرچه منیت او هرگز به طور کامل محو نمی‌شود. مبارزه تا پانزده راند کامل ادامه دارد و هر دو رزمنده جراحات مختلفی را متحمل شدند: راکی، با ضربه به سر و چشم‌های متورم، باید پلک راستش بریده شود تا بینایی خود را بازیابی کند، در حالی که آپولو، با خونریزی داخلی و دنده شکسته. ، برای نفس کشیدن تلاش می کند. همانطور که مبارزه به پایان می رسد، مهارت برتر کرید با توانایی ظاهرا نامحدود راکی در جذب ضربات و امتناع سرسختانه او از پایین آمدن مقابله می کند. همانطور که زنگ پایانی به صدا در می آید، در حالی که هر دو مبارز یکدیگر را در آغوش می گیرند، به یکدیگر قول می دهند که مسابقه مجددی برگزار نخواهد شد.
این مبارزه با استقبال بسیار خوبی از سوی گویندگان ورزشی و تماشاگران مواجه شد. راکی مکرراً آدریان را صدا می زند، که وقتی پاولی حواس مامور امنیتی را پرت می کند تا به او کمک کند وارد رینگ شود، می دود. در حالی که جرگنز بر اساس تصمیمی داوران، کرید را برنده اعلام می کند ، راکی و آدریان به یکدیگر عشق می ورزند و ابراز عشق می کنند، بدون اینکه به نتیجه مبارزه اهمیت دهند

## دربارهٔ فیلم
این فیلم، نخستین فیلم مهم سیلوستر استالونه است که او را به شهرت رساند. این فیلم در لیست‌های ۱۰۰ سال بنیاد فیلم آمریکا درخشید. در لیست ۱۰۰ سال… ۱۰۰ فیلم این مؤسسه در رتبه ۵۷ ایستاد. در لیست ۱۰۰ فیلم اثرگذار تاریخ سینما رتبه ۴ و در لیست ۱۰ فیلم ۱۰ ژانر رتبه ۲ و در لیست برترین فیلم‌های ورزشی تاریخ سینمای آمریکا را از آن خود کرد.

## بازیگران
- سیلوستر استالونه در نقش رابرت «راکی» بالبوآ
- تالیا شایر در نقش آدریانا «آدریان» پنینو
- برت یانگ در نقش پولی
- کارل ویترز در نقش آپولو کرید
- بورگس مریدیت در نقش میکی

- تایر دیوید در نقش جورج «مایلز» جرگنز

- جو اسپینل در نقش تونی گازو

- تونی برتون در نقش تونی «دوک» اورز

- پدرو لاول در نقش اسپایدر ریکو

- استن شاو در نقش «بیگ دیپر» براون

- جودی لتیزیا در نقش ماری

- فرانک استالونه در نقش خواننده استریت کورنر

- جو فریزر در نقش خودش

## جوایز
این فیلم نامزد ۱۰ جایزه اسکار شد و در پایان سه اسکار، از جمله جایزه بهترین فیلم را در رقابت با فیلم‌هایی مانند "همه مردان رئیس جمهور"،"شبکه" و "راننده تاکسی" دریافت کرد.

### اسکار
- برنده جایزه اسکار بهترین کارگردانی - جان جی. آویلدسن
- برنده جایزه اسکار بهترین تدوین - ریچارد هلسی، اسکات کنراد
- برنده جایزه اسکار بهترین فیلم - ایروین وینکلر، رابرت چارتاف
- نامزد جایزه اسکار بهترین بازیگر نقش اول مرد - سیلوستر استالونه
- نامزد جایزه اسکار بهترین فیلم‌نامه - سیلوستر استالونه
- نامزد جایزه اسکار بهترین بازیگر نقش مکمل مرد - بورگس مریدیت
- نامزد جایزه اسکار بهترین بازیگر نقش مکمل مرد - برت یانگ
- نامزد جایزه اسکار بهترین بازیگر نقش اول زن - تالیا شایر
- نامزد جایزه اسکار بهترین موسیقی متن - بیل کانتی